# Estatuilla sedente de Mictlantecuhtli

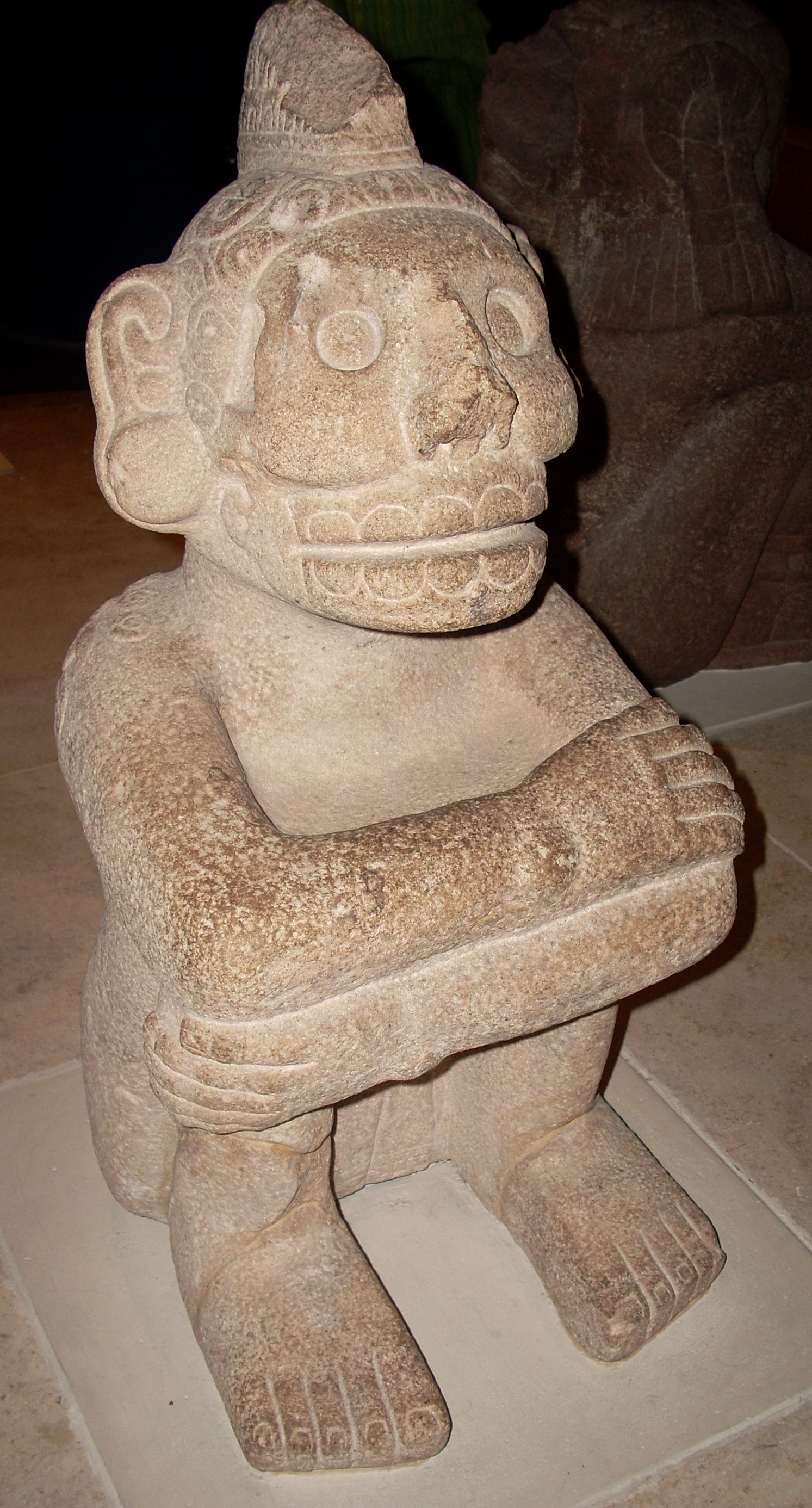
Estatuilla de Mictlantecuhtli, expuesta en el Museo Británico de Londres, perteneciente a la cultura azteca/mexica.

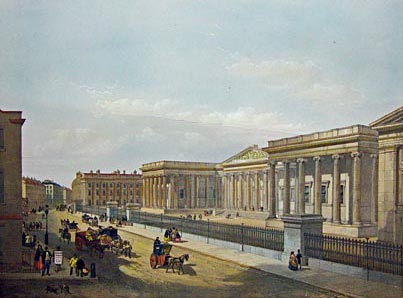
El Museo Británico en el año 1852.

La Estatuilla de Mictlantecuhtli fue tallada por la cultura Azteca/Mexica entre los años 1325-1521, que fueron un pueblo indígena de filiación nahua que fundó México-Tenochtitlan y hacia el siglo XV en el periodo Posclásico tardío se convirtió en el centro de uno de los Estados más extensos que conoció Mesoamérica. 

## Simbología
La escultura representa a Mictlantecuhtli, (palabra Nahuatl que significa señor del inframundo) es el dios azteca, zapoteca y mixteca del inframundo y de los muertos (no tenían concepto católico del infierno), también era llamado Popocatzin (de "popoca" 'fumar'), por lo tanto era el dios de las sombras. Juntamente con su esposa Mictecacíhuatl, regía el mundo subterráneo o reino de Mictlán. Ejercía su soberanía sobre los "nueve ríos subterráneos" y sobre las almas de los muertos. Se le representa como el esqueleto de un humano con una calavera con muchos dientes. Asociado con las arañas, los murciélagos y los búhos, al ser dibujado se representaba con cabello negro y con ojos estelares o estrellas.

## Características
- Altura: 60 centímetros.
- Anchura: 27 centímetros.
- Material: piedra arenisca procedente de Veracruz.
- Colores: Rojo,verde,café,amarillo,negro,y azul marino

## Conservación
La escultura se encuentra expuesta de forma permanente en el Museo Británico de Londres, con el número de inventario AOA 1849.6-29.2. En el año 1849 el Museo Británico adquirió toda la colección Wetherell con esta escultura incluida.